# 리베카 로메인
리베카 앨리 오코널(영어: Rebecca Alie O'Connell, 1972년 11월 6일 ~)은 활동명 리베카 로메인(영어: Rebecca Romijn, 영어 발음: /rɪˈbɛkə roʊˈmeɪn/)으로 잘 알려져있는 미국의 배우, 전직 모델이다. 배우 존 스테이모스와 부부였을 당시엔 이름이 리베카 로메인스테이모스(Rebecca Romijn-Stamos)였다.
엑스맨 영화 시리즈에서 2000년 《엑스맨》부터 2006년 《엑스맨: 최후의 전쟁》까지 미스티크 역으로 출연했다. 2011년 《엑스맨: 퍼스트 클래스》에선 카메오로 출연했다.

## 출연 작품

### 영화
- 오스틴 파워 (1999)
- 엑스맨 (2000) - 미스티크 역
  - 엑스맨 2 (2003)
  - 엑스맨: 최후의 전쟁 (2006)
  - 엑스맨: 퍼스트 클래스 (2011)
- 팜므 파탈 (2002)
- 롤러볼 (2002)
- 시몬 (2002)
- 퍼니셔 (2004)
- 갓센드 (2004)
- 알리바이 (2006)
- 맨 어바웃 타운 (2006)
- 슈퍼맨의 죽음 (2018) - 목소리
- 어벤져스: 둠스데이 (2026) - 미스티크 역

### 텔레비전
- 프렌즈 (1997)
- 저스트 슛 미 (1999-2000)
- MADtv (2002) - 본인 / 진행자
- 어글리 베티 (2006-08)
- 프로젝트 런웨이 (2009) - 심사위원
- 척 (2011)
- 특수요원 오소 (2011) - 목소리
- 더 클리브랜드 쇼 (2011) - 목소리
- Skin Wars (2014-16) - 진행자
- The Librarians (2014-18)
- 루폴의 드래그 레이스 (2015) - 심사위원
- 핀과 제이크의 어드벤처 타임 (2015) - 목소리
- 스타 트렉: 디스커버리 (2019)
- 커브 유어 엔수지애즘 (2020)
- 스타 트렉: 스트레인지 뉴 월드 (2022-현재)